# Central Abaco
Central Abaco è un distretto delle Bahamas situata nella parte centrale dell'Isola Abaco. Il centro principale è la città di Marsh Harbour.

## Località
I centri abitati più importanti del distretto sono:
- Little Harbour
- Lake City
- Spring City
- Dundas Town
- Marsh Harbour